# Remo nos Jogos Pan-Americanos de 2023 - Quatro sem masculino
A competição do quatro sem masculino do remo nos Jogos Pan-Americanos de 2023 foi disputada em 24 de outubro de 2023 na Lagoa Grande, em San Pedro de la Paz. Um total de 24 remadores de 6 Comitês Olímpicos Nacionais (CON) participaram do evento.

## Calendário
Horário local (UTC−3).
| Data          | Hora  | Fase  |
| ------------- | ----- | ----- |
| 24 de outubro | 10:10 | Final |

## Medalhistas
|  | CHI Chile                                                |  | CUB Cuba                                                |  | URU Uruguai                                                     |
|  | Alfredo Abraham Ignacio Abraham Nahuel Reyes Marcelo Poo |  | Andrey Barnet Leduar Sánchez Carlos Ajete Reidy Cardona |  | Newton Seawright Martín Zocalo Marcos Sarraute Leandro Salvagno |

## Resultados

### Final
Uma única regata definiu as posições de todos os remadores.
| Pos.              | Remadores                                                       | CON                | Tempo   | Notas |
| ----------------- | --------------------------------------------------------------- | ------------------ | ------- | ----- |
| Medalha de ouro   | Alfredo Abraham Ignacio Abraham Nahuel Reyes Marcelo Poo        | CHI Chile          | 5:58.18 |       |
| Medalha de prata  | Andrey Barnet Leduar Sánchez Carlos Ajete Reidy Cardona         | CUB Cuba           | 5:58.68 |       |
| Medalha de bronze | Newton Seawright Martín Zocalo Marcos Sarraute Leandro Salvagno | URU Uruguai        | 6:01.91 |       |
| 4                 | Joaquín Riveros Ignacio Pacheco Santiago Deandrea Joel Romero   | ARG Argentina      | 6:08.28 |       |
| 5                 | Nicholas Ruggiero Luke Rein Casey Fuller Cooper Hurley          | USA Estados Unidos | 6:12.32 |       |
| 6                 | Marco Velázquez Jordy Gutiérrez Hugo Reyes Rafael Mejía         | MEX México         | 6:12.36 |       |